# Surface rationnelle
 (juin 2016).
Si vous disposez d'ouvrages ou d'articles de référence ou si vous connaissez des sites web de qualité traitant du thème abordé ici, merci de compléter l'article en donnant les références utiles à sa vérifiabilité et en les liant à la section « Notes et références ».
En géométrie algébrique, une branche des mathématiques, une surface rationnelle est une surface  birationnellement équivalente à un plan projectif, ou en d'autres termes, une variété rationnelle de dimension deux.

## Structure
Chaque surface rationnelle non-singulière peut être obtenue après plusieurs éclatements d'une surface rationnelle minimale. Les surfaces rationnelles minimales sont des surfaces de Hirzebruch Σr pour r = 0 ou r ≥ 2.
Diamant de Hodge
|   |   | 1   |   |   |
|   | 0 |     | 0 |   |
| 0 |   | 1+n |   | 0 |
|   | 0 |     | 0 |   |
|   |   | 1   |   |   |

où n est égal à 0 pour le plan projectif, 1 pour les surfaces de Hirzebruch et supérieur à 1 pour les autres surfaces rationnelles.
Le groupe de Picard est le réseau unimodulaire impair I1,n, à l’exception des surfaces de Hirzebruch Σ2m quand il est le réseau unimodulaires pair II1,1.

## Exemples de surfaces rationnelles
- Surfaces de Châtelet
- Surfaces cubiques
- Surfaces de del Pezzo
- Surfaces d'Enneper
- Surfaces de Hirzebruch Σn
- Plan projectif
- Surfaces romaines
- Surface de Véronèse